# 猛硐瑶族乡
猛硐瑶族乡是中华人民共和国云南省文山壮族苗族自治州麻栗坡县下辖的一个民族乡。

## 行政区划
猛硐瑶族乡下辖以下村级行政区划单位：
猛硐村、昆老村、坝子村、铜塔村和老陶坪村。